# Yaphet Kotto
Yaphet Frederick Kotto (New York, 1939. november 15. – Manila, Fülöp-szigetek, 2021. március 15.) amerikai színész. Több ismert filmben alakított emlékezetes karaktereket.

## Élete
Az apai ágon kameruni származású színész 19 évesen debütált a Broadway-n az Othello címszerepében, ezt számos színházi alakítás követte. Első filmszerepét 1963-ban kapta meg a 4 for Texas című western vígjátékban, ahol Frank Sinatraval, Anita Ekberggel és Dean Martinnal játszott együtt. Ezt követte egy évvel később Michael Roemer Nothing but a Man című filmje. Innentől kezdve egészen 1996-ig folyamatosan filmezett, ismert és kevésbé ismert filmekben egyaránt.
Ismert alakításai voltak az 1973-as Élni és halni hagyni című James Bond-filmben, az 1979-es A nyolcadik utas: a Halál című sci-fi-ben, az 1980-as Bilincs című filmben Robert Redforddal, az 1983-as A törvény ökle című krimiben Michael Douglasszel, az 1987-es A menekülő ember című akciófilmben Arnold Schwarzeneggerrel, és 1988-ban az Éjszakai rohanás című bűnügyi vígjátékban Robert De Niroval. Több tévésorozatban is szerepelt, ilyenek voltak többek közt A szupercsapat, a Gyilkos sorok, az Esküdt ellenségek, vagy a Drót. A Gyilkos utcák című krimisorozatban hat évig alakította az egyik főszereplőt.

## Filmográfia

### Film
| Év   | Magyar cím                        | Eredeti cím                                | Szerep                      | Magyar hangja   |
| ---- | --------------------------------- | ------------------------------------------ | --------------------------- | --------------- |
| 1964 |                                   | Nothing But a Man                          | Jocko                       |                 |
| 1968 | A Thomas Crown-ügy                | The Thomas Crown Affair                    | Carl                        |                 |
| 1968 | A pókerkirály                     | 5 Card Stud                                | Kis George                  |                 |
| 1970 | L. B. Jones felszabadítása        | The Liberation of L.B. Jones               | Sonny Boy Mosby             | Maday Gábor     |
| 1971 |                                   | Man and Boy                                | Nate                        |                 |
| 1972 |                                   | Bone                                       | Bone                        |                 |
| 1972 |                                   | The Limit                                  | Mark Johnson                |                 |
| 1972 | A 110. utca                       | Across 110th Street                        | Pope hadnagy                |                 |
| 1973 | Élni és halni hagyni              | Live and Let Die                           | Kananga / Mr. Big           | Melis Gábor     |
| 1974 |                                   | Truck Turner                               | Blue                        |                 |
| 1975 | Jelentés a felügyelőnek           | Report to the Commissioner                 | Richard 'Crunch' Blackstone |                 |
| 1975 | A cápák kincse                    | Sharks' Treasure                           | Ben Flynn                   |                 |
| 1975 |                                   | Friday Foster                              | Colt Hawkins                |                 |
| 1976 |                                   | Drum                                       | Blaise                      |                 |
| 1976 |                                   | The Monkey Hu$tle                          | Daddy Foxx                  |                 |
| 1976 | Támadás Entebbénél                | Raid on Entebbe                            | Idi Amin, Jr. elnök         | Gesztesi Károly |
| 1978 | Jóbarátok                         | Blue Collar                                | Smokey James                | Bognár Zsolt    |
| 1979 | A nyolcadik utas: a Halál         | Alien                                      | Parker                      | Varga Tamás     |
| 1979 | A nyolcadik utas: a Halál         | Alien                                      | Parker                      | Melis Gábor     |
| 1980 | Bilincs                           | Brubaker                                   | Richard 'Dickie' Coombes    | Hankó Attila    |
| 1980 | Othello                           | Othello                                    | Othello                     |                 |
| 1982 |                                   | A House Divided: Denmark Vesey's Rebellion | Denmark Vessey              |                 |
| 1982 | Megtorlás                         | Fighting Back                              | Ivanhoe Washington          |                 |
| 1983 | A törvény ökle                    | The Star Chamber                           | Harry Lowes nyomozó         | Kárpáti Tibor   |
| 1985 | Gyilkos fertőzés                  | Warning Sign                               | Connoly                     | Vass Gábor      |
| 1986 | Tigrisszem                        | Eye of the Tiger                           | J.B. Deveraux               | Csuja Imre      |
| 1986 | Tigrisszem                        | Eye of the Tiger                           | J.B. Deveraux               | Kapácsy Miklós  |
| 1987 |                                   | Prettykill                                 | Harris                      |                 |
| 1987 |                                   | Terminal Entry                             | Styles                      |                 |
| 1987 | A menekülő ember                  | The Running Man                            | William Laughlin            | Hankó Attila    |
| 1988 | Éjszakai rohanás                  | Midnight Run                               | Alonzo Mosely               | Bujtor István   |
| 1989 |                                   | The Jigsaw Murders                         | Fillmore doktor             |                 |
| 1989 |                                   | A Whisper to a Scream                      | Jules Tallard               |                 |
| 1989 |                                   | Ministry of Vengeance                      | Mr. Whiteside               |                 |
| 1989 | Acélcsapda                        | Tripwire                                   | Lee Pitt                    | Hollósi Frigyes |
| 1989 | Acélcsapda                        | Tripwire                                   | Lee Pitt                    | Orosz István    |
| 1991 |                                   | Hangfire                                   | rendőr hadnagy              |                 |
| 1991 | Freddy halála - Az utolsó rémálom | Freddy's Dead: The Final Nightmare         | doki                        | Sztarenki Pál   |
| 1993 | Halálbrigád                       | Extreme Justice                            | Larson nyomozó              | Kárpáti Tibor   |
| 1994 | A parazita                        | The Puppet Masters                         | Ressler                     | Palóczy Frigyes |
| 1995 | A halott jelvénye                 | Dead Badge                                 | Hunt kapitány               |                 |
| 1995 |                                   | Out-of-Sync                                | Quincy                      |                 |
| 1996 | Képtelen képrablás                | Two If by Sea                              | O'Malley                    | Rajhona Ádám    |
| 1996 |                                   | Almost Blue                                | Terry                       |                 |
| 2008 |                                   | Witless Protection                         | Ricardo Bodi                |                 |

### Tévéfilm
| Év   | Magyar cím                                 | Eredeti cím                                          | Szerep                   | Magyar hangja |
| ---- | ------------------------------------------ | ---------------------------------------------------- | ------------------------ | ------------- |
| 1970 |                                            | Night Chase                                          | Ernie Green              |               |
| 1976 |                                            | Crunch                                               | Crunch                   |               |
| 1980 |                                            | Rage!                                                | Ernie                    |               |
| 1983 | Szerelem és dicsőség                       | For Love and Honor                                   | China Bell őrmester      | Kránitz Lajos |
| 1983 | Fegyőrnők                                  | Women of San Quentin                                 | Patterson őrnagy         | Ujlaki Dénes  |
| 1985 |                                            | Playing with Fire                                    | Walker tűzoltóparancsnok |               |
| 1985 |                                            | The Park Is Mine                                     | Eubanks                  |               |
| 1985 |                                            | Badge of the Assassin                                | Cliff Fenton nyomozó     |               |
| 1986 | Hárem                                      | Harem                                                | Agha Kislar              |               |
| 1987 |                                            | Desperado                                            | Bede                     |               |
| 1987 | Szemtanú                                   | In Self Defense                                      | Tyrell                   |               |
| 1987 | Perry Mason - A botrányos csirkefogó esete | Perry Mason: The Case of the Scandalous Scoundrel    | Sorenson tábornok        |               |
| 1989 | Elsőrendű célpont                          | Prime Target                                         | Gilmore Brown            |               |
| 1990 |                                            | After the Shock                                      | William McElroy          |               |
| 1992 | Krómkommandó                               | Chrome Soldiers                                      | Perry Beach              |               |
| 1993 | Nyomozás magánügyben                       | It's Nothing Personal                                | Riley                    |               |
| 1993 |                                            | The American Clock                                   | Isaac                    |               |
| 1994 |                                            | The Corpse Had a Familiar Face                       | Martin Talbot nyomozó    |               |
| 1995 |                                            | Deadline for Murder: From the Files of Edna Buchanan | Marty Talbot             |               |
| 1997 |                                            | The Defenders: Payback                               | Williams bíró            |               |
| 2000 |                                            | Homicide: The Movie                                  | Al Giardello             |               |
| 2000 |                                            | The Ride                                             | Carter                   |               |
| 2001 | Zsaruk a pácban                            | Stiletto Dance                                       | Rick Sands               |               |

### Televíziós sorozat
| Év         | Magyar cím                     | Eredeti cím                                       | Szerep                        | Megjegyzések          |
| ---------- | ------------------------------ | ------------------------------------------------- | ----------------------------- | --------------------- |
| 1966– 1967 |                                | The Big Valley                                    | Damien / Lobo Brown           | 2 epizód              |
| 1967       |                                | NBC Experiment in Television                      | nagypapa                      | 1 epizód              |
| 1967       |                                | Death Valley Days                                 | Abraham                       | 1 epizód              |
| 1967       |                                | Cowboy in Africa                                  | Musa                          | 1 epizód              |
| 1967       |                                | Tarzan                                            | Kesho                         | 1 epizód              |
| 1968       |                                | Bonanza                                           | Child Barnett                 | 1 epizód              |
| 1968       |                                | The High Chaparral                                | Creason törzsőrmester         | 1 epizód              |
| 1968– 1969 |                                | Daniel Boone                                      | Jonah / Luke                  | 2 epizód              |
| 1969       | Hawaii Five-O                  | Hawaii Five-O                                     | John T. Auston                | 1 epizód              |
| 1969       |                                | Mannix                                            | Gabe Johnson / Gabriel Dillon | 1 epizód              |
| 1970       |                                | The Name of the Game                              | Wyman Jackson                 | 1 epizód              |
| 1970       |                                | Gunsmoke                                          | Piney Biggs                   | 1 epizód              |
| 1971       |                                | Night Gallery                                     | Buckner                       | 1 epizód              |
| 1975       |                                | Doctors' Hospital                                 | Dr. Perry Wells               | 1 epizód              |
| 1983       |                                | Fantasy Island                                    | Big Gus Belly                 | 1 epizód              |
| 1983       | A szupercsapat                 | The A-Team                                        | Charles F. Struthers          | 1 epizód              |
| 1983– 1984 |                                | For Love and Honor                                | China Bell őrmester           | 12 epizód             |
| 1985       | Külvárosi Körzet               | Hill Street Blues                                 | Calvin Matthias               | 1 epizód              |
| 1985       |                                | Alfred Hitchcock Presents                         | elítélt                       | 1 epizód              |
| 1987       | Gyilkos sorok                  | Murder, She Wrote                                 | Bradshaw                      | 1 epizód              |
| 1990       | Dowling atya nyomoz            | Father Dowling Mysteries                          | Fleming                       | 1 epizód              |
| 1991– 1992 |                                | The Trials of Rosie O'Neill                       | Kelley / Kelly                | 2 epizód              |
| 1992       |                                | Civil Wars                                        | Louis Decker bíró             | 1 epizód              |
| 1993       | SeaQuest - A mélység birodalma | SeaQuest DSV                                      | Jack Clayton kapitány         | 1 epizód              |
| 1993– 1999 | Gyilkos utcák                  | Homicide: Life on the Street                      | Al Giardello                  | 122 epizód            |
| 1996       |                                | The Great War and the Shaping of the 20th Century | Kaphe Kamar (hangja)          | minisorozat; 1 epizód |
| 1997       | Esküdt ellenségek              | Law & Order                                       | Al Giardello                  | 1 epizód              |